# Alexander Malchow (Fußballspieler)
Alexander Malchow (* 11. September 1969 in Bremen) ist ein ehemaliger deutscher Fußballspieler und derzeitiger -trainer.

## Karriere als Spieler
1976 kam Alexander Malchow zu Werder Bremen, wo er von 1988 bis 1992 in der Oberligamannschaft eingesetzt wurde. 1992/93 sammelte er seine ersten Zweitligaerfahrungen beim VfB Oldenburg. In der darauffolgenden Saison war er für Eintracht Braunschweig in der Oberliga aktiv. 1994 wurde er vom damaligen Regionalligisten Stuttgarter Kickers verpflichtet. Nach zwei Jahren stieg er mit diesem Verein in die zweite Liga auf, wo er weitere vier Spielzeiten aktiv war. In der Winterpause der Saison 1999/2000 wechselte er für ein halbes Jahr in die Regionalliga zum FC Augsburg, bevor er im Sommer 2000 beim Zweitligisten SSV Reutlingen 05 unterschrieb. Am 1. Februar 2003 ging der abermals zu den Kickers; dort spielte er noch bis Sommer 2005 in der Regionalliga. Insgesamt kam er 198 Mal in der zweiten Liga zum Einsatz und erzielte 24 Tore. In 155 Regionalliga-Spielen traf er 31 Mal.

## Karriere als Trainer
Nachdem er von Sommer 2004 bis Ende 2005 Spielertrainer beim SV Hoffeld in der Kreisliga A gewesen war, war er von Anfang 2006 bis Sommer 2007 in derselben Funktion beim Oberligisten SG Sonnenhof Großaspach tätig. Anschließend war er vom 19. November 2007 bis zum Ende der Saison 2012/13 Co-Trainer bei den Stuttgarter Kickers. Vom 17. März 2010 bis zum Saisonende 2009/10 war er zusätzlich Trainer der U19-Juniorenmannschaft der Stuttgarter Kickers. Derzeit betreibt Alexander Malchow eine Fußballschule in Stuttgart. Seit Sommer 2016 ist er Trainer der Stuttgarter Kreisliga-A-Mannschaft FV Germania Degerloch 1897, nachdem er deren D-Jugend im Jahr davor trainiert hatte. Seit 2014 leitet und organisiert Alexander Malchow bundesweit Fußballcamps.